# Resolució 53 del Consell de Seguretat de les Nacions Unides
La Resolució 53 del Consell de Seguretat de les Nacions Unides, aprovada el 7 de juliol de 1948, va prendre en consideració un telegrama del Mediador de les Nacions Unides, de data 5 de juliol de 1948, la resolució es dirigeix urgentment a les parts interessades a acceptar en principi la pròrroga de la treva durant el període que es decidirà en consulta amb el Mediador.
La resolució va ser aprovada amb vuit vots, mentre que l'RSS d'Ucraïna, Unió Soviètica i Síria es van abstenir.